# Eric Rush
Eric James Rush (Kaeo, 11 febbraio 1965) è un ex rugbista a 15 e avvocato neozelandese.
Preminentemente attivo nel rugby a 7, in tale disciplina ha vinto una Coppa del Mondo oltre che diversi titoli ai Giochi del Commonwealth; negli All Blacks fu finalista alla Coppa del Mondo di rugby 1995

## Biografia
Il percorso di Eric Rush verso la Nazionale maggiore è inusuale, in quanto egli era sempre stato maggiormente dedito al rugby a 7, disciplina nella quale aveva rappresentato la Nuova Zelanda in diverse occasioni; terza linea nel sette, si trasformò in tre quarti ala nel quindici.
Rush iniziò a giocare a rugby a cinque anni; all'attività rugbistica affiancò gli studi universitari in giurisprudenza, laureandosi dottore in legge e ottenendo l'abilitazione professionale da avvocato.
Da dilettante rappresentò la Nuova Zelanda a sette fin dal 1990, mentre nel quindici militava nella rappresentativa provinciale di Auckland; professionista nel 1995, esordì a trent'anni negli All Blacks in occasione della Coppa del Mondo di rugby 1995 in Sudafrica, dove giunse fino alla finale poi persa contro gli Springbok; in totale vanta 9 presenze in Nazionale maggiore; il suo palmarès internazionale nella Nuova Zelanda a sette, della quale era divenuto il capitano vanta una Coppa del Mondo nel 2001 più due vittorie ai Giochi del Commonwealth.
A livello di club professionistici vanta 18 presenze nei Waikato Chiefs, formazione di Super 12.
Vanta anche diversi inviti nella formazione dei Barbarians.
Dopo il ritiro ha avviato un'attività di commercio al dettaglio e, oltre ai proventi da avvocato, opera anche come conferenziere.

## Palmarès
- Coppe del mondo a VII: 1
Nuova Zelanda: 2001